# Brandweer

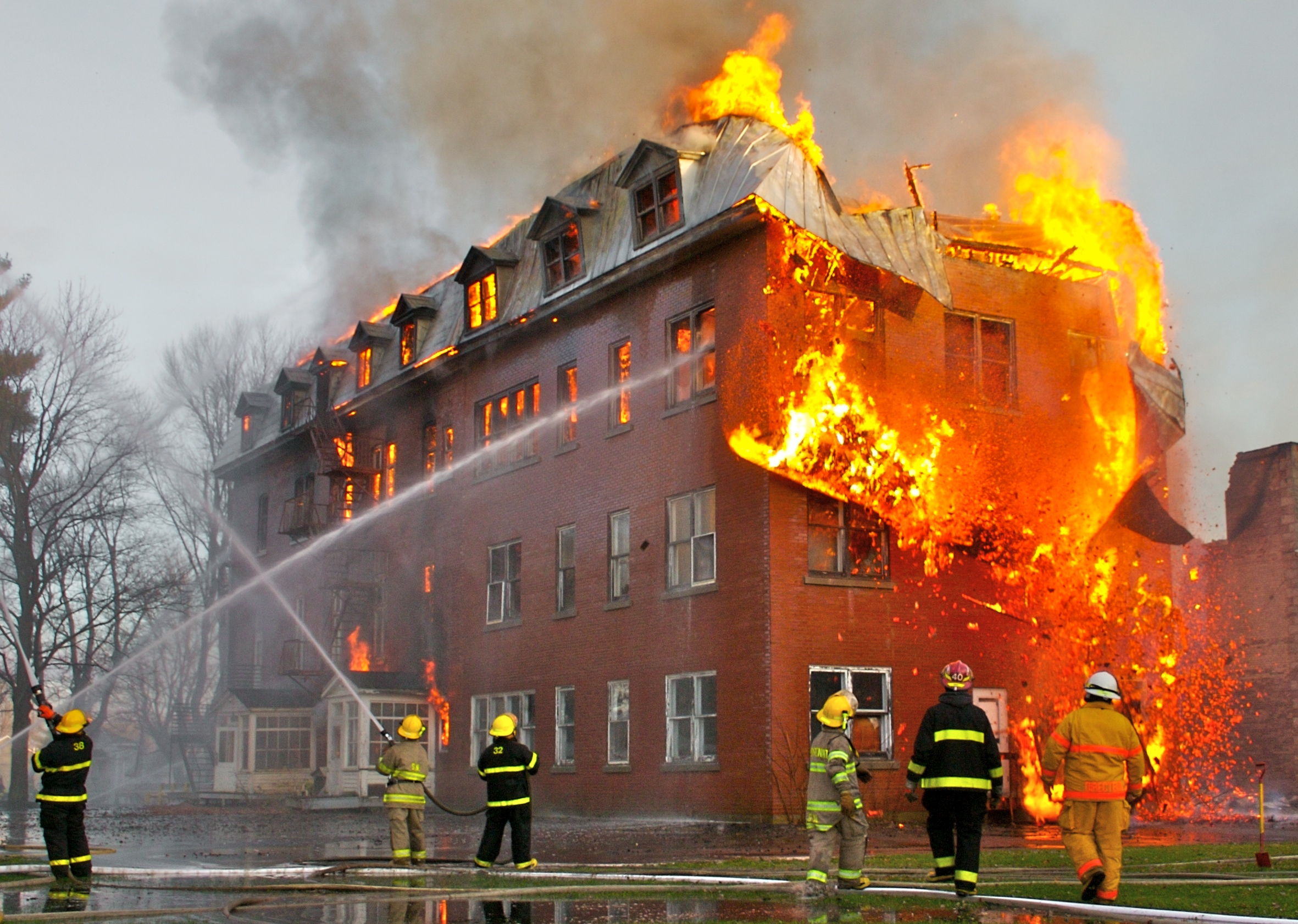
Een grote brand in Canada, het (leegstaande) gebouw is verloren en de brandweer beschermt de naastgelegen kerk

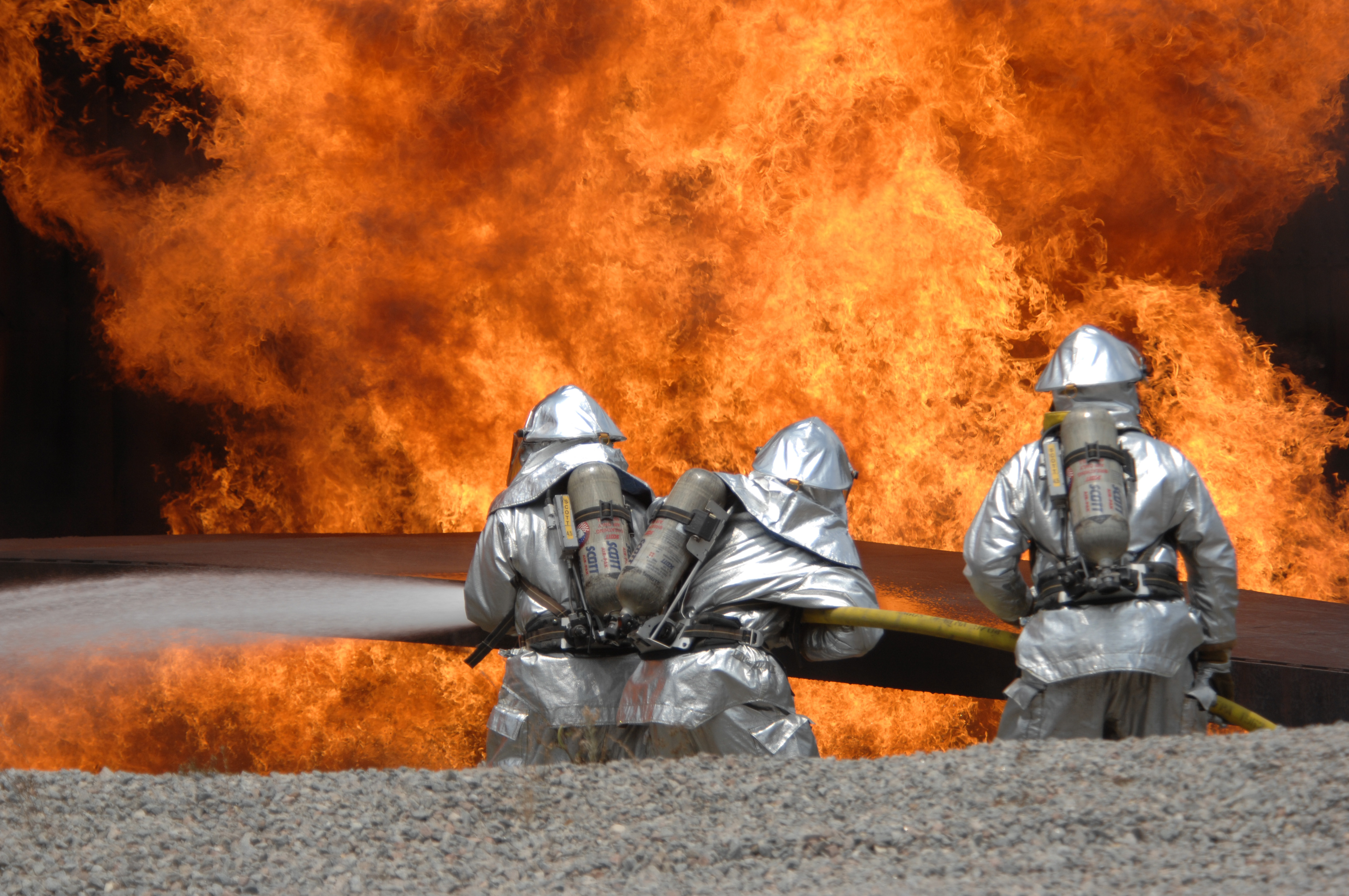
Brandweerlieden tijdens een oefening

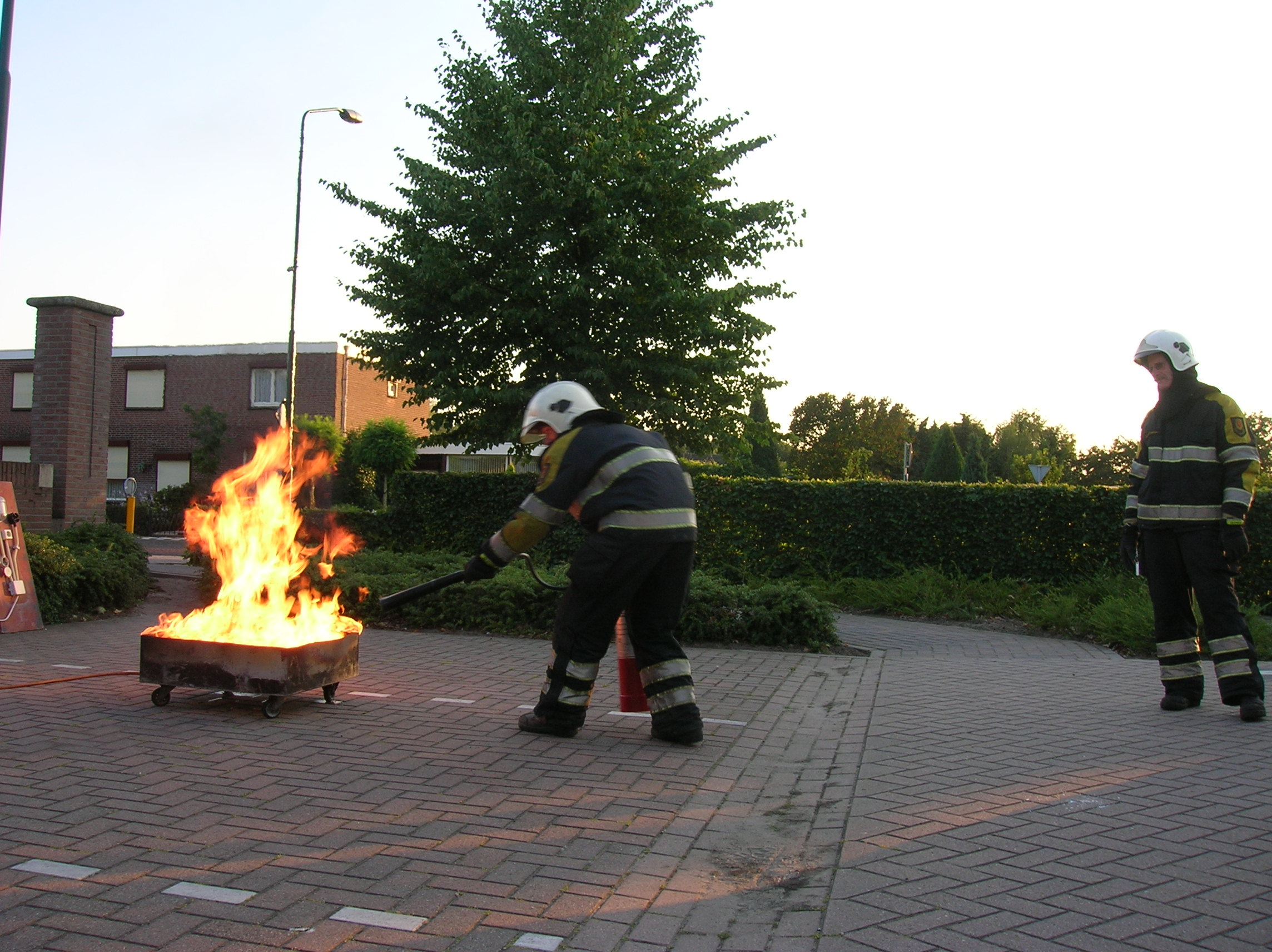
Nederlandse brandweerlieden tijdens een oefening in Sint Anthonis

De brandweer is een opgeleid korps bestaande uit beroepslieden en vrijwilligers die zich bezighouden met basis- en gespecialiseerde opdrachten, zoals brandinterventies, het verlenen van hulp bij ongevallen, rampenbestrijdingen en explosies. Daarnaast voert de brandweer ook kleinere dagelijks taken uit, zoals de zorg en het bevrijden van mens en dier. Zowel beroepslieden als brandweervrijwilligers moeten over een geschiktheidsattest en medische keuring beschikken.
In België, Nederland en het grootste deel van Europa is het 112-alarmnummer van toepassing voor het bellen naar hulpdiensten, zoals brandweer en ambulance.

## Kenmerken
De brandbestrijding is in België en Nederland van oudsher een taak van de gemeentebesturen. Dit is in Nederland dan ook laatstelijk vastgelegd in de Wet veiligheidsregio's (Wvr) van 2010, waarmee de uitvoering van de brandweerzorg uit handen is gegeven aan de veiligheidsregio's. In Nederland zijn sinds 2014 de laatste gemeentelijke of gemeenschappelijke brandweerkorpsen opgeheven en bestaan er sindsdien nog maar 25 brandweerkorpsen, binnen elke veiligheidsregio een.

### Nederland
De Nederlandse brandweer beschikt over een wagenpark dat vuurrood van kleur is (kleurcode RAL 3000). Daarnaast zijn de voertuigen voorzien van BZK-striping (Binnenlandse Zaken en Koninkrijksrelaties), die in het leven is geroepen om de herkenbaarheid van de verschillende hulpverleningsdiensten te vergroten. Sinds 16 april 2019 worden nieuwe voertuigen voorzien van OOV-striping, speciaal gemaakt om 's nachts beter zichtbaar te zijn. De voertuigen van de brandweer zijn uitgerust met blauw zwaailicht en tweetonige hoorn.

### België
In België is dit vastgelegd in de wet op de Civiele Veiligheid van 15 mei 2007 die de wet van 1963 moet vervangen. Momenteel wordt de Belgische brandweer gestaag hervormd. Vrijwel alle gemeenten beschikken dan ook over een of meerdere brandweerposten (uitruklocaties), waarvan de grootte afhankelijk is van de omvang en het brandrisico van het uitruk- of verzorgingsgebied. Gemeentelijke brandweerkorpsen werken in België samen in hulpverleningszones. Op deze manier kunnen ze bepaalde taken efficiënter uitvoeren. Regionale brandweren richten zich primair op de voorbereiding van de rampenbestrijding en kunnen bij grote incidenten en rampen snel over voldoende mensen en middelen beschikken. In Nederland is de totale brandweerzorg én crisisbeheersing namens de gemeentelijke besturen via de 25 veiligheidsregio’s georganiseerd en bestaan er geen gemeentelijke brandweerkorpsen meer.
Het wagenpark van de Belgische brandweer is eveneens rood (RAL 3020 of equivalent) en is voorzien van vergelijkbare BVV-striping.

## Structuur
De brandweer heeft een strakke, hiërarchische commandostructuur. Dit stelt een brandweerkorps in staat om daadkrachtig en georganiseerd op te treden en samen te werken met andere brandweerkorpsen of met andere instanties, zoals politie en ambulancedienst.

### De brandbestrijder
Lange tijd werd het brandweervak nagenoeg uitsluitend door mannen uitgeoefend. Vooral de laatste decennia is daar verandering in gekomen en maken ook vrouwen deel uit van de korpsen. Het beroep brandweerman/-vrouw kennen we in twee verbanden: vrijwilliger en beroeps.
Brandbestrijder is een veeleisende baan, die een zeker risico inhoudt. Brandweerlieden moeten kunnen functioneren in extreme omstandigheden, een goede lichamelijke en geestelijke conditie is dus vereist. Sociale vaardigheden zijn belangrijk, omdat men steeds in een groep werkt en in contact komt met de burger in diverse hoedanigheden (slachtoffer, hulpverlener, omstander, dader etc.) en andere hulpdiensten.

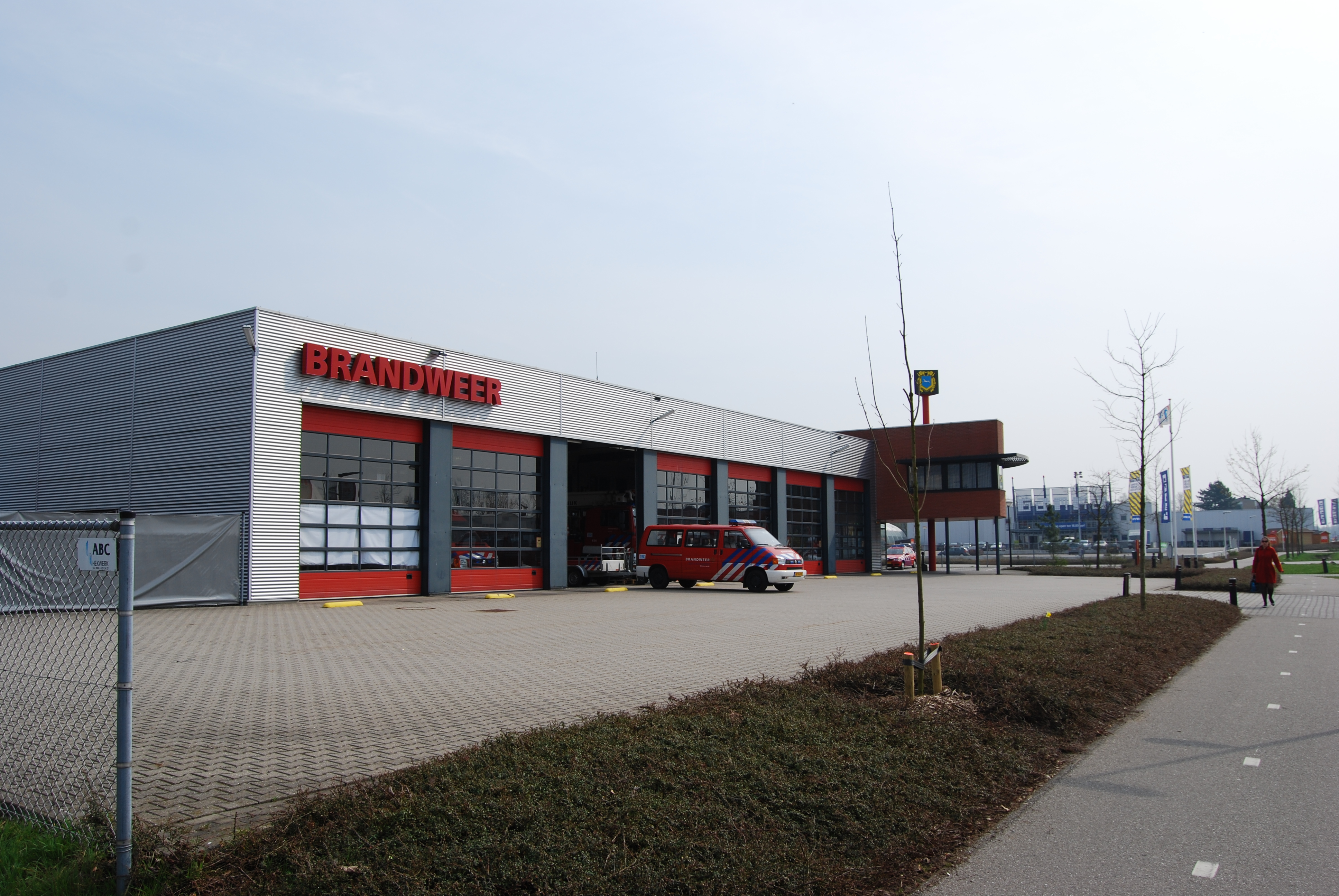
Brandweerkazerne van Winterswijk

### Kazerne
De brandweer is nagenoeg altijd gevestigd in een brandweerkazerne. De grootte van dit gebouw is sterk afhankelijk van de grootte van de post en de taken en specialismen die de post heeft. Van oudsher was een kazerne de benaming van een uitruklocatie waar het personeel tijdens de dienst verbleef (gekazerneerd was). De onbemande locaties werden posten genoemd. Tegenwoordig is kazerne de term voor de uitruklocatie, het gebouw en met de term post wordt de organisatie van de daarbij behorende bemanning, het materieel en de locatie zelf bedoeld. Kantoren van de brandweer kunnen ook los van een uitruklocatie zijn ingericht.
Met een brandweerkorps wordt in Nederland de totale brandweer van elke veiligheidsregio bedoeld, in Nederland zijn er totaal 25 brandweerkorpsen vanuit de overheid georganiseerd.

## Inzetbare materieel

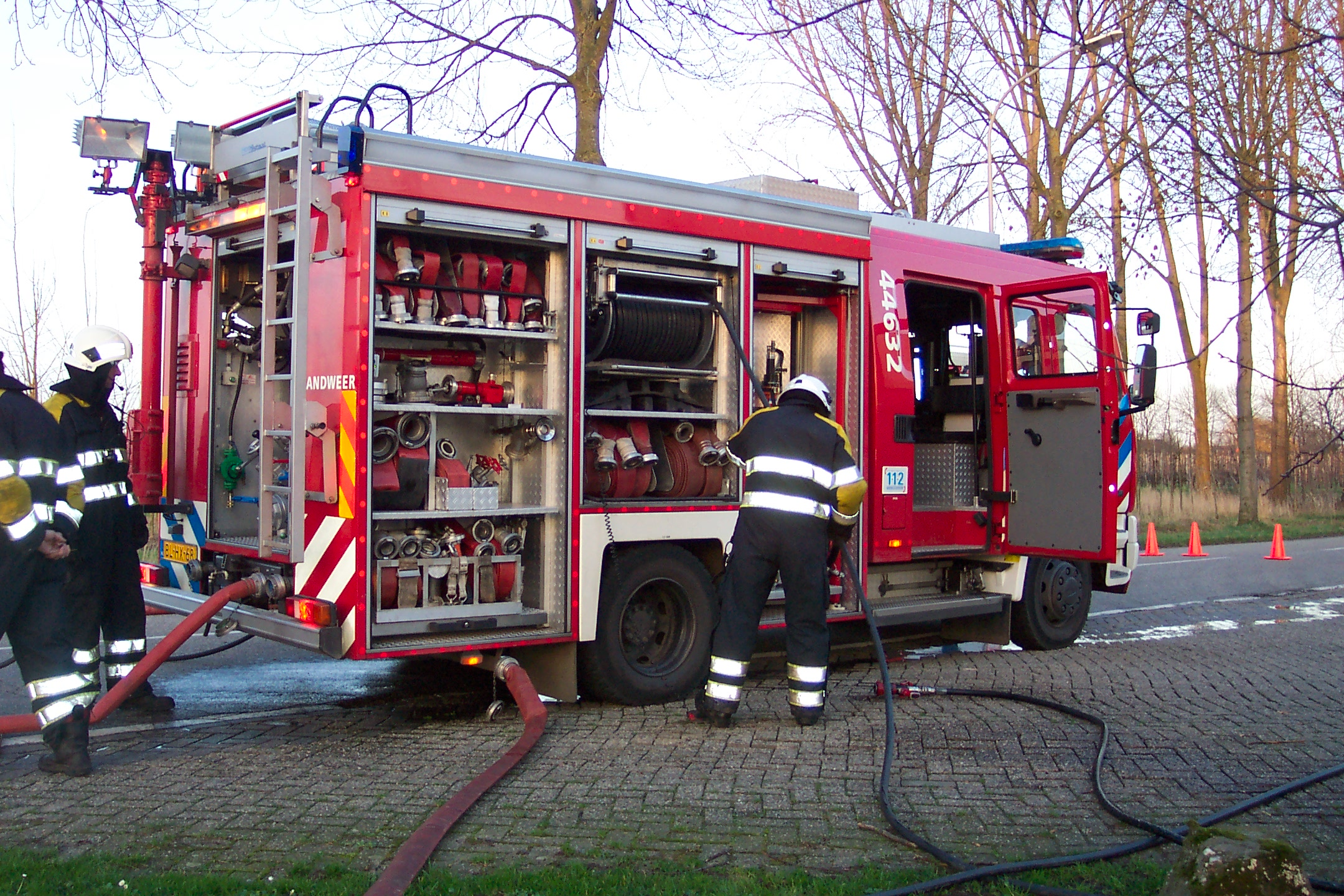
Een tankautospuit, het werkpaard van de brandweer

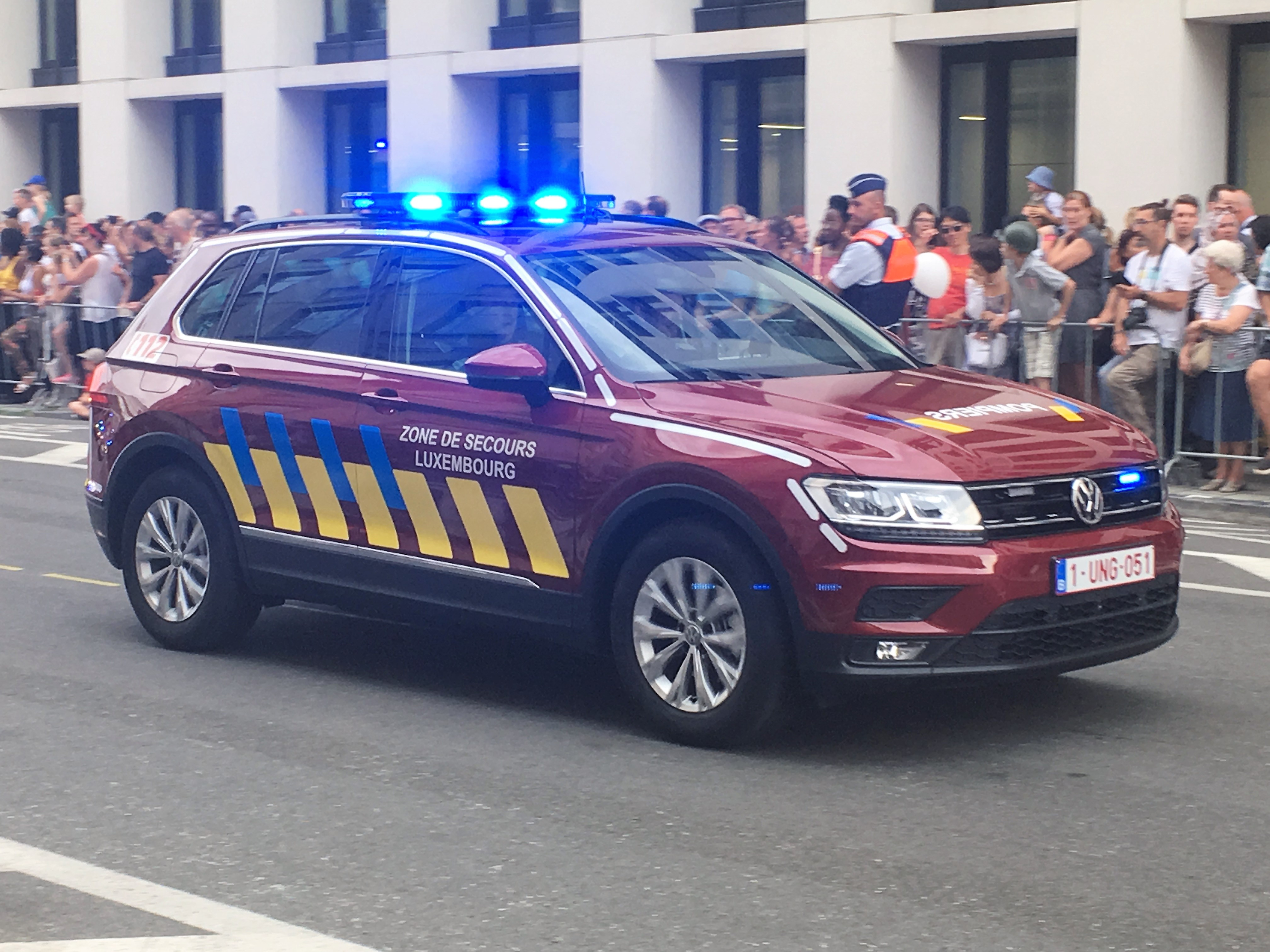
Een Belgisch dienstvoertuig van de brandweer

Materieel dat door de brandweer kan worden ingezet voor brandbestrijding en hulpverlening:
- Vaartuig 
  - Blusboot (BRV)
- Voertuigen
  - Tankautospuit (TS) - Multifunctionele autopomp of MFAP in België - dit kan bijvoorbeeld hoge druk/lage druk, alleen hoge druk of alleen lage druk zijn
  - Schuimbluswagen (SB)
  - Crashtender (CT) op vliegvelden
  - Tankwagens (TW) of waterwagens
- Ondersteunende voertuigen
  - (Technisch) Hulpverleningsvoertuig (HV) - Snelle hulpwagens en/of materiaalwagens in België
  - Autoladder (AL), deze wordt thans in veel plaatsen vervangen door de
  - Hoogwerker (HW)
  - Waterongevallenauto (WO) in België oppervlakteredding (ORAD)
  - Diverse soorten aanhangers of haakarmcontainers (pomp, hulpverlening, waterkanon, poeder etc.)
  - Dienstauto (DA/CA) voor bijvoorbeeld de Commandant, Officier van Dienst of de afdeling preventie
  - Manschappenwagen/Materieelwagen (PM of GM)
  - Verbindings- en Commandovoertuig (VC), in België CP-OPS
- Specialistische voertuigen (vaak maar niet altijd in beheer bij de Regionale brandweer)
  - Haakarmvoertuig met haakarmbakken (ontsmettingscontainer, ademluchtcontainer, verbindingscontainer etc.)
  - Snel Interventie Voertuig ook wel SIE of SIV genoemd. (of Engels: Rapid Intervention Vehicle) of SNAP (B)
  - Compressed Air/Foam System-voertuig
  - Tankwagens (TW) (In Nederland)
  - Personeel/materiaalwagen (PM)

In België, maar ook in Duitsland, beschikt de brandweer vaak ook over Ambulancevoertuigen.
Elk materieel onderdeel is voorzien van een uniek nummer. Dit nummer wordt gebruikt bij alarmering, communicatie over portofoonverkeer en inzetcoördinatie. De indeling van deze nummers is beschreven in het Nationaal Nummerplan Brandweer Nederland.
| Discipline           | Veiligheids- regio | District/Kazerne/ Sector/Gemeente | Type materieel | Volg- nummer |                                                                                    |
| -------------------- | ------------------ | --------------------------------- | -------------- | ------------ | ---------------------------------------------------------------------------------- |
| 2 (brandweer)        | 01-25              | 01-99                             | 0-9            | 0-9          |                                                                                    |
| 2 (wordt weggelaten) | 13                 | 37                                | 3              | 6            | Voorbeeld Tankautospuit Amsterdam kazerne Anton. Oproep: "AC, hier de (13) 3736.." |

Hierbij wordt het materieel ingedeeld in 10 hoofdcategorieën.
| Code | Omschrijving                            |
| ---- | --------------------------------------- |
| 0    | Personenvervoer                         |
| 1    | Waterongevallen materieel               |
| 2    | Incidentbestrijding gevaarlijke stoffen |
| 3    | Tankautospuit                           |
| 4    | Autospuit (bos/duinbrandbestrijding)    |
| 5    | Redmaterieel                            |
| 6    | Bijzonder brandbestrijdingsmaterieel    |
| 7    | Hulpverleningsmaterieel                 |
| 8    | Overig materieel                        |
| 9    | Staf- en commandomaterieel              |

Er is veel verschillend materieel bij de brandweer. Daarom worden er veel afkortingen gebruikt. Hieronder staan veel van deze afkortingen gedetailleerd weergegeven. 
| Afkorting | Betekenis/Type               | Code (kan verschillen per regio) | Uitleg |
| --------- | ---------------------------- | -------------------------------- | --- |
| AB        | Adembeschermingsvoertuig     | 81-90                            | De AB wordt ingezet bij grootschalige branden om manschappen te voorzien van (nieuwe) adembescherming. |
| AGS       | Adviseur Gevaarlijke Stoffen | 21-30                            | De AGS wordt opgeroepen bij incidenten die gevaarlijke stoffen bevatten en schadelijk zijn voor mensen in de omgeving van het incident.                                                                                      |
| AL        | Autoladder                   | 51-60                            | De AL valt onder een redvoertuig, wat betekent dat het voertuig beschikt over een bestuurbare ladder/hoogwerker om hoge plekken te bereiken. Zo kan het blussen vanaf hoogte, maar ook patiënten afhijsen.                   |
| BBM       | Bijzondere blusmiddelen      | 41-50/61-70                      | BBM wordt gebruikt in situaties waar normale blusmiddelen niet voldoende zijn om de brand te blussen. |
| BM        | Bijzonder materieel          | Geen vaste code                  | Wanneer er behoefte is aan materieel waar een TS/HV niet over beschikt, kan er BM worden ingezet. |
| BRB       | Blusrobot                    | 61-70                            | De blusrobot wordt ingezet in situaties waar het te gevaarlijk is voor manschappen om te blussen of waar extra bluskracht nodig is.                                                                                          |
| BRV       | Brandweervaartuig            | 81-90                            | Het BRV is een boot dat kan verschillen in grootte en wordt ingezet bij diverse ongevallen te water. |
| CT        | Crashtender                  | 61-70                            | De CT is een groot brandweervoertuig dat een sterk waterkanon heeft om grote branden te blussen. Hij wordt vooral ingezet op vliegvelden, maar kan ook worden opgeroepen bij zeer grote branden voor extra bluskracht.       |
| HA        | Haakarmvoertuig              | 81-90                            | De HA is een voertuig dat voor veel verschillende dingen ingezet kan worden. Door de haakarm kan het voertuig divers materieel aankoppelen en lossen bij incidenten.                                                         |
| HOvD      | Hoofd Officier van Dienst    | 91-99                            | Bij (zeer) grote incidenten waar veel coördinatie nodig is tussen verschillende hulpdiensten kan een HOvD ingezet worden. De HOvD zal ervoor zorgen dat het contact tussen de hulpdiensten en de meldkamer soepel verlopen.  |
| HV        | Hulpverleningsvoertuig       | 71-80                            | Een HV is een groot voertuig met veel materieel dat een TS niet bij zich heeft. Het is gespecialiseerd in verschillende hulpverleningen, zoals bij een zwaar ongeluk. Meestal beschikt de HV ook over een uitklapbare kraan. |
| HW        | Hoogwerker                   | 51-60                            | De HW valt onder een redvoertuig, wat betekent dat het voertuig beschikt over een bestuurbare ladder/hoogwerker om hoge plekken te bereiken. Zo kan het blussen vanaf hoogte, maar ook patiënten afhijsen.                   |
| MCU       | Mobiele Commando Unit        | 91-99                            | De MCU wordt gebruikt als centraal punt waar beslissingen worden genomen over een inzet en wordt overlegt met bijvoorbeeld de HOvD.                                                                                          |
| OvD       | Officier van Dienst          | 91-99                            | Een OvD wordt gealarmeerd vanaf een middel brand om zo de coördinatie bij het incident vloeiend te laten lopen. Hij heeft de leiding over het incident en houdt contact met de meldkamer.                                    |
| TS        | Tankautospuit                | 31-40                            | De TS is het basisvoertuig van de brandweer dat beschikt over materieel dat nodig is om de meeste incidenten af te handelen. Het wordt altijd ingezet bij een incident.                                                      |

## Brandweer van Nederland

### Wettelijke taken brandweer
De taken van de brandweer zijn sinds 1 oktober 2010 in het Europese deel van Nederland bepaald op grond van de Wet veiligheidsregio's:
| Nederlandse Wet                   | Nederlandse Wet | Nederlandse Wet |
| --------------------------------- | --------------- | --- |
| Wet(boek): Wet Veiligheidsregio's | Artikel: 25     | Omschrijving: 1. De door het bestuur van de veiligheidsregio ingestelde brandweer voert in ieder geval de volgende taken uit: a. het voorkomen, beperken en bestrijden van brand; b. het beperken en bestrijden van gevaar voor mensen en dieren bij ongevallen anders dan bij brand; c. het waarschuwen van de bevolking; d. het verkennen van gevaarlijke stoffen en het verrichten van ontsmetting; e. het adviseren van andere overheden en organisaties op het gebied van de brandpreventie, brandbestrijding en het voorkomen, beperken en bestrijden van ongevallen met gevaarlijke stoffen. |

De taken van de brandweer zijn op de BES-eilanden bepaald op grond van de Veiligheidswet BES:
| Nederlandse Wet               | Nederlandse Wet | Nederlandse Wet |
| ----------------------------- | --------------- | --- |
| Wet(boek): Veiligheidswet BES | Artikel: 27     | Omschrijving: (...) 2. Het brandweerkorps heeft in elk van de openbare lichamen in ieder geval tot taak: a. het voorkomen, beperken en bestrijden van brand, het beperken van brandgevaar, het voorkomen en beperken van ongevallen bij brand en al hetgeen daarmee verband houdt; b. het beperken en bestrijden van gevaar voor mensen en dieren bij ongevallen anders dan bij brand; c. het verkennen van gevaarlijke stoffen en het verrichten van ontsmetting; d. het adviseren van het bevoegd gezag op het gebied van brandpreventie, brandbestrijding en het voorkomen, beperken en bestrijden van ongevallen met gevaarlijke stoffen. |

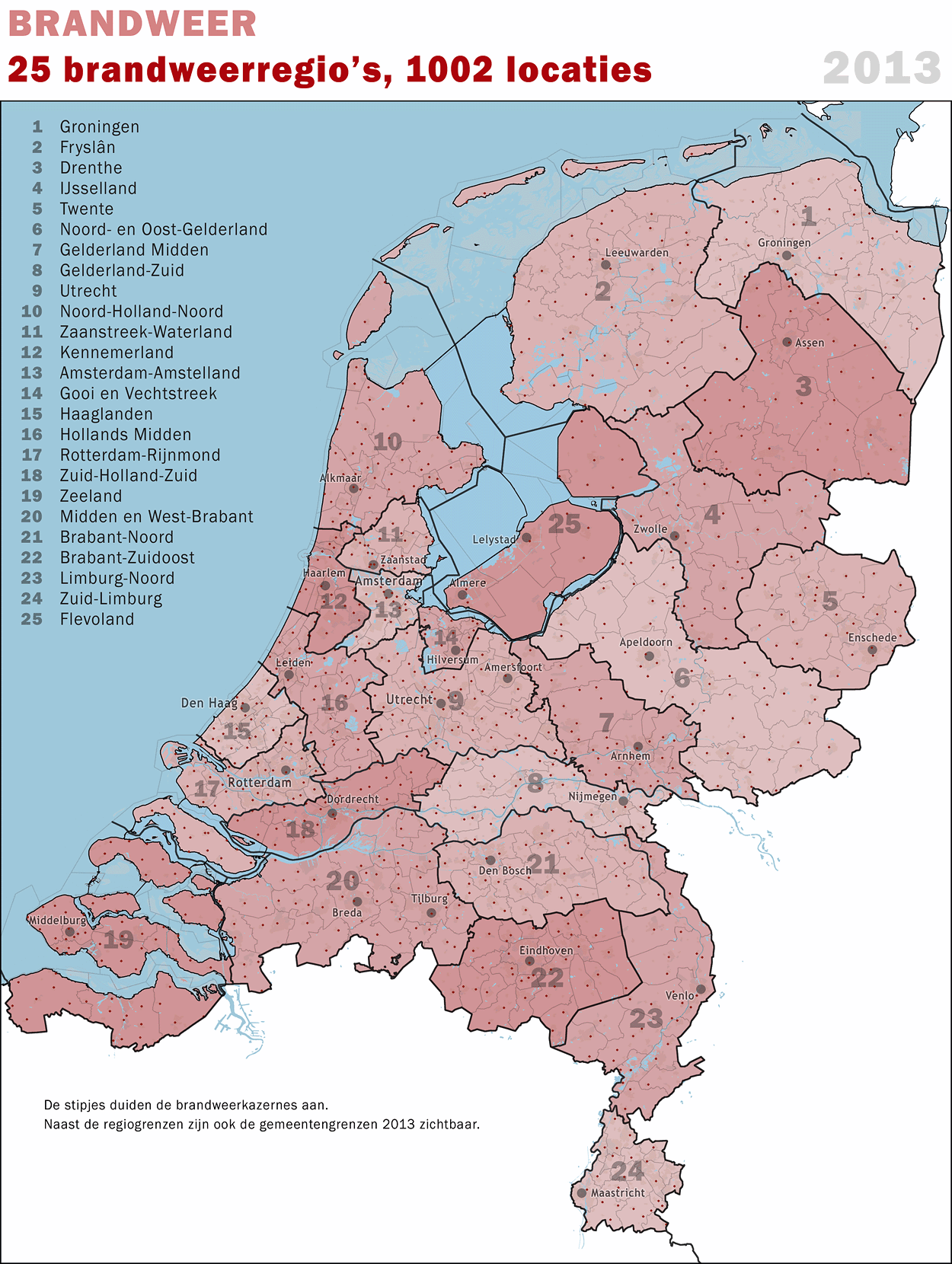
Brandweerregio's met brandweerkazernes in Nederland, 2013

De taken kunnen in de praktijk onderverdeeld worden in vier groepen:
- Brandbestrijding
- Technische hulpverlening
- Hulpverlening bij ongevallen met gevaarlijke stoffen
- Rampenbestrijding

### Beroepsbrandweer
Beroepskorpsen vindt men alleen in grote steden of bijzondere gebieden zoals bij de Gezamenlijke brandweer. Een dienst wordt volledig in en om de kazerne doorgebracht in afwachting van een oproep. Gedurende deze uren vindt het onderhoud aan materiaal en kazerne plaats, wordt oefening, sport en studie gedaan en worden rusturen ingelast. Uiteraard heeft een alarmoproep de hoogste prioriteit. Meestal vertrekt na het overgaan van het alarm binnen de 1 à 2 minuten het nodige materieel en manschappen uit de kazerne.
Beroepsmensen werken vaak in een rooster van 24 uur dienst, met daarna 48 uur vrij. Ook komt er een 12/24/12/48 uren schema voor (12 op; 24 af; 12 op; 48 af). Sommige korpsen werken 24 op en 72 af. Dan hebben ze wel een flink aantal "terugkomstdagen" om aan hun uren te komen. Tijdens de nacht rusten beroepsbrandweerlieden in een rustverblijf in de kazerne, deze tijd maakt dan ook gewoon deel uit van de werktijd. De traditionele "24 uur op en 48 uur af" resulteerde in een (gemiddeld) 56 urige werkweek. Volgens Europese regelgeving mag een werkweek echter niet langer dan 48 uur zijn. In 2007 werd daarom de werkweek van de brandweerlieden aangepast zodat er maximaal 48 uur per week gewerkt wordt, waarbij de mensen met een 56-urig arbeidscontract nog wel hetzelfde salaris behouden. Voor de werkgevers betekent dit dat er sinds 2007 meer brandweermensen nodig zijn om de kazernes te bemannen.
Als alternatief voor de beroepsbrandweer zijn er ook brandweerkorpsen die in de avonduren en het weekend vanuit de kazerne uitrukken met vrijwillige brandweerlieden die volgens een apart dienstrooster "gekazerneerd" zijn. Een voordeel hiervan is dat vrijwillige brandweerlieden bij alarm niet eerst vanuit hun woning of werkadres naar de kazerne hoeven te gaan, waarmee de snelheid van uitrukken in de avonduren en weekenden gelijk is aan een beroepskazerne.

### Vrijwillige brandweer
Met name in de kleine en middelgrote gemeenten is bijna altijd sprake van een vrijwillige brandweer. Bijna 80 procent van de 26.900 brandweerlieden in Nederland is vrijwilliger en doet het brandweerwerk als bijtaak. Vaak mag deze van de werkgever het werk verlaten wanneer hij of zij opgeroepen wordt voor een dringende interventie. Het oproepen gaat over het algemeen via semafoons (ook wel pager of pieper genoemd). In deze gevallen wordt van een vrijwilliger verwacht dat hij of zij binnen 2 tot 3 minuten na alarmering in de kazerne is. De opleiding van een vrijwilliger is dezelfde als voor beroepskrachten. Veelal wordt er met piketregelingen gewerkt om de opkomst van een volledige bemanning te kunnen garanderen. Voor vrijwillige brandweerlieden geldt een aparte rechtspositieregeling, hierin is ook de vergoeding geregeld die de vrijwilligers krijgen.
Een deel van de brandweervrijwilligers is aangesloten bij de Vakvereniging Brandweer Vrijwilligers

### Communicatie
In Nederland communiceert de brandweer via het C2000-communicatienetwerk dat ook gebruikt wordt door de politie-, ambulancediensten, de KNRM, de douane, en de Koninklijke Marechaussee. Alarmering van brandweereenheden en -vrijwilligers vindt plaats via semafoons binnen het P2000-netwerk.

### Opleiding
Een deel van de aspirant-brandweerlieden is afkomstig van de jeugdbrandweer. De beroeps- en de vrijwillige brandwachten ondergaan dezelfde opleiding(en). Er zijn verschillende rangen waaraan bepaalde opleidingsverplichtingen zijn gekoppeld. Het diploma manschap A bijvoorbeeld bestaat uit de modules Brand, Technische Hulpverlening, Ongeval Gevaarlijke stoffen, Assistentie Waterongeval en Levensreddende Handelingen. De combinatie leidt tot het diploma. Daarna kan men het diploma manschap B behalen om specialistische taken te kunnen uitvoeren. Het eerstvolgende niveau is dat van bevelvoerder met daaraan gekoppeld de rang brandmeester. Een bevelvoerder is leidinggevende op een tankautospuit en geeft leiding aan 5 tot 7 personen. Ter indicatie; de opleiding tot bevelvoerder vergt voor vrijwilligers circa drie en een half jaar.
De opleiding tot brandweerofficier (Officier van Dienst) vindt in Nederland centraal plaats aan het Nederlands Instituut Publieke Veiligheid te Arnhem. Hierbij is een hbo- of wo-opleiding een vereiste. De opleiding wordt veelal in deeltijd gevolgd. Deze deeltijdopleiding wordt gegeven door middel van competentiegericht onderwijs, de zogenaamde leergangen. Een typische leergang duurt circa 35 weken van 1-2 dagen per week.
Naast de deeltijdopleiding bestaat ook de unieke voltijdsopleiding tot brandweerofficier aan het Nederlands Instituut Publieke Veiligheid (NIPV). De voltijdsopleiding duurt ruim 18 maanden. Door het fulltimekarakter van dit onderwijs is het niet mogelijk hier een baan naast te hebben. Deelnemers nemen deel aan de opleiding namens een van de veiligheidsregio's en verblijven veelal intern in Arnhem.

### Jeugdbrandweer
In Nederland zijn meer dan 150 jeugdbrandweerkorpsen actief. In deze korpsen worden jongens en meisjes een aantal aspecten van het brandweervak bijgebracht. Daarbij is een van de doelstellingen dat kinderen door kunnen stromen naar de vrijwillige- of beroepsbrandweer. Zo zijn bij een groot aantal brandweerkorpsen mensen werkzaam die hun brandweercarrière bij de jeugdbrandweer zijn begonnen. Het gaat hierbij niet alleen om brandweerkorpsen met een jeugdbrandweer maar ook bij korpsen die geen jeugdbrandweer hebben zijn mensen in dienst die elders bij de jeugdbrandweer begonnen zijn. De jeugdbrandweer wordt daarom gezien als de kweekvijver voor de "volwassen" brandweer. Vandaar dat steeds meer gemeenten en brandweerkorpsen een jeugdbrandweerkorps oprichten.
Voordat de stap naar de "volwassen" brandweer gemaakt kan worden hebben de kinderen bij de jeugdbrandweer meestal een opleidingsperiode van 5 tot 6 jaar achter de rug. Leden in de leeftijd tussen de 12 en de 15 jaar zijn junioren. Vanaf het jaar dat een jeugdlid 15 is kan hij of zij meedoen bij de aspiranten. Na het jaar dat het jeugdlid 18 is geworden mag hij of zij niet meer meedoen met de jeugdbrandweer maar met een pré solliciteren bij een vrijwilligers-, beroeps- of bedrijfsbrandweerkorps.

### Statistieken
Sinds 2018 verzamelt het NIPV in opdracht van het Veiligheidsberaad cijfermateriaal over de brandweer, o.a. wat betreft het aantal posten of kazernes, het aantal personeelsleden in zogenaamde "repressieve functies" en de opkomsttijden. Met de opkomsttijd wordt bedoeld de tijd tussen het moment dat de melding bij de meldkamer binnenkomt en het moment dat het eerste brandweervoertuig ter plaatse toekomt. Volgens deze gegevens van het NIPV gold voor de Nederlandse brandweerkorpsen op 31 december 2021 dat:
- Er in Nederland in totaal 22.492 personen in zogenaamde "repressieve dienst" waren.
- Van dit totale aantal ongeveer 94% man en 6% vrouw was, en ongeveer 81% uitsluitend in dienst was als vrijwilliger.
- De brandweerkorpsen in totaal 954 kazernes telden van waaruit geopereerd werd.
- De mediane opkomsttijd 8:27 minuten bedroeg voor 2021.

### Brandweer
Brandweer Nederland is met ingang van 1 november 2012 de nieuwe naam van het samenwerkingsverband van alle brandweerkorpsen. Brandweer Nederland komt voort uit de Nederlandse Vereniging voor Brandweerzorg en Rampenbestrijding (NVBR) en staat onder leiding van de 25 brandweercommandanten/directeuren in de Raad van Commandanten en Directeuren Veiligheidsregio (RCDV). De RCDV heeft een dagelijks bestuur met een voorzitter en 10 vakregisseurs. Deze vakregisseurs zijn ieder verantwoordelijk voor één taakveld. De taakvelden van Brandweer Nederland zijn Risico- en crisisbeheersing, Incidentbestrijding, Leren en ontwikkelen, Brandveiligheid en Bedrijfsvoering. Tijs van Lieshout, tevens directeur/commandant van Veiligheidsregio Amsterdam-Amstelland is voorzitter van de Raad van Commandanten en Directeuren Veiligheidsregio.

### Nederlands Instituut Publieke Veiligheid (NIPV)
Het ondersteunende bureau van Brandweer Nederland is onderdeel van het Nederlands Instituut Publieke Veiligheid (NIPV)in Arnhem en Zoetermeer, dat per 1 januari 2013 zijn beslag heeft gekregen als Instituut Fysieke Veiligheid (IFV). Dit instituut is het uitvoeringsorgaan voor ontwikkelingen in het veiligheidsdomein en ondersteunt de brandweer op het gebied van bestuur, beleid, opleidingen en materieel.

### Monumenten
Op het terrein van het NIPV in Schaarsbergen bevindt zich het Nationaal Brandweermonument, waar sinds 2012 jaarlijks op de derde zaterdag in juni de in Nederland omgekomen brandweerlieden in besloten kring worden herdacht. Daarnaast bevindt zich op begraafplaats Emaus in Vlaardingen een monument voor de vijf brandweerlieden die omkwamen bij de oliebrand aan de Koningin Wilhelminahaven in 1951. Dit is tot nu toe het ernstigste brandweerongeval dat in Nederland heeft plaatsgevonden.

### Vlag

Brandweervlag (1981-2003)

Tussen 1981 en 2003 beschikte de Nederlandse brandweer over een vlag. Het ontwerp was afkomstig van de Stichting voor Banistiek en Heraldiek. De wettelijke beschrijving luidt:
"kleuren vlaggedoek en embleem: rood: helder vermiljoen, gelijk de Nederlandse vlag, geel: donkergeel of "Prinsengeel", drie schuine banen rood-wit-rood, waarvan het wit 1/5 van de vlagafmeting langs de stok breed is, op het midden een schijf waarvan de middellijn 2/3 is van de vlagafmeting langs de stok; binnen deze schijf een smalle, witte zoom, het brandweerembleem op het midden met een hoogte die gelijk is aan 1/2 van de vlagafmeting langs de stok; het brandweerembleem, overeenkomstig de beschikking van 2 september 1964, nr. AB64/1667, Directie O.P., Hoofdafd. O.P.Z., wordt uitsluitend in de eerdergenoemde kleuren rood en geel uitgevoerd."
Het was mogelijk om de vlag een lokale betekenis te geven door geheel boven aan de stokzijde een gele rechthoek met een maximum grootte van 1/25 van het vlaggenoppervlak te plaatsen met in rode letters de afkorting van de gemeentenaam in maximaal drie letters.
Sinds 2003 gebruikt de Nederlandse brandweer een logovlag.

## Brandweer van België
In België hebben niet alle gemeenten een brandweerkorps, bij kleine gemeenten neemt een naburige stad of gemeente dit dan voor hun rekening. Op nogal wat plaatsen in België is ook de ambulancedienst voor dringende medische hulpverlening een onderdeel van de brandweer.

### Noodoproepen en interventies
Via de alarmnummers 100 en 112 kan men een beroep doen op de brandweer bij noodsituaties. Voor de behandeling van de noodoproepen naar deze nummers wordt een onderscheid gemaakt tussen de calltaking en de dispatching. De calltaking omvat het aannemen van de noodoproepen, het uitvragen van de oproepers, het noteren van de noodzakelijke informatie (o.a. de locatie en het soort noodsituatie) en het bepalen van het best passende type interventie, bijvoorbeeld 'voertuigbrand' of 'reinigen wegdek'. De dispatching omvat het daadwerkelijk alarmeren van het personeel dat moet uitrukken, het opvolgen van de interventies en het bieden van ondersteuning aan de ploegen op het terrein.

#### Calltaking en snelste adequate hulp
De calltaking van de noodoproepen vindt plaats in de Noodcentrales 112 (NC112). Iemand die 100 of 112 belt voor dringende brandweerhulp, krijgt een operator van een van deze centrales aan de lijn. Voor het uitvragen van de oproeper, het bepalen van het juiste interventietype en het geven van eerste veiligheidsadviezen aan de oproeper, beschikken deze operatoren over een nationaal handboek met protocollen. Na de oproeper te hebben uitgevraagd, staan de operatoren van de NC112 in voor het alarmeren van de juiste brandweerdiensten.
Bij het bepalen van de juiste brandweerdiensten is het principe van de snelste adequate hulp of SAH van groot belang. Dit principe is van toepassing op een wettelijk vastgelegd aantal interventietypes; voornamelijk op de interventietypes waar mensen in ernstig gevaar (kunnen) zijn. Het SAH-principe bepaalt dat voor deze interventies niet per se de brandweer vanuit de territoriaal bevoegde brandweerpost/-zone moet uitrukken, maar wel die vanuit de post/zone die het snelst ter plaatse kan zijn, ook al moet die dan tussenkomen voorbij hun zone- of zelfs provinciegrens. Welke brandweerpost het snelst ter plaatse kan zijn, wordt berekend door de CAD-software van de NC112.
Bij interventies waarop het SAH-principe van toepassing is, alarmeert de NC112 de snelste brandweerpost/-zone. Als deze niet de territoriaal bevoegde is, informeert de NC112 ook de territoriaal bevoegde post/zone. Bij interventies waarop het SAH-principe niet van toepassing is, alarmeert de NC112 enkel de territoriaal bevoegde post/zone. De alarmering vindt plaats door het verzenden van een XML-bericht naar het computersysteem van de juiste brandweerpost/-zone en door telefonisch na te bellen.

#### Dispatching
Waar de calltaking de verantwoordelijkheid is van de NC112, is de dispatching de eigen verantwoordelijkheid van de door de NC112 gealarmeerde brandweer. Voor de officiële start van de hulpverleningszones in 2015 had elke brandweerpost zijn eigen seinkamer die deze taak uitvoerde. Sinds de vorming van de hulpverleningszones, hebben de meesten echter een zonale dispatching of meldkamer in gebruik genomen. Deze verzorgt dan de dispatching voor alle brandweerposten binnen de zone. Zij ontvangen de alarmering van de NC112, bepalen de personen en wagens die moeten uitrukken en verwittigen deze via bijvoorbeeld pagers of een PA-systeem. In de meeste zonale dispatchings verloopt dit grotendeels geautomatiseerd aan de hand van het XML-alarmeringsbericht van de NC112.
Ook staan deze dispatchings in voor de opvolging en ondersteuning van de brandweerinterventies. Zo verwerken zij bijvoorbeeld vragen voor opschaling of bijstand van andere diensten. Hiertoe staan zij in permanent contact met de brandweerploegen op het terrein via het ASTRID-radionetwerk. In sommige provincies werken sommige of alle hulpverleningszones samen voor wat betreft de dispatching. Zij beheren dan gezamenlijk een interzonale of zelfs provinciale dispatching.

#### Nummer 1722
Naast de noodnummers 100 en 112 bestaat sinds 2017 ook het nummer 1722 voor niet-dringende brandweerinterventies tijdens stormweer (bijvoorbeeld voor wateroverlast). Bij stormweer kunnen de NC112 een piek aan oproepen krijgen voor dergelijke interventies. Het nummer 1722 dient om de nummers 100 en 112 te ontlasten van deze minder dringende oproepen zodat ze goed bereikbaar blijven voor mensen in levensgevaar.

### Wettelijke taken brandweer
De taken zijn nagenoeg hetzelfde als in Nederland. De brandweer blust niet alleen branden. Zij neemt ook alle hulpinterventies op lokaal niveau voor zijn rekening waar gevaar is voor de mens of diens goederen/bezittingen grote schade kunnen oplopen. In België is dringende medische hulpverlening (ambulance) in veel gevallen ook een onderdeel van de brandweer.
De brandweer heeft ook een belangrijke preventieve taak: zij moeten de preventie- en veiligheidsmaatregelen controleren die zijn voorgeschreven door de openbare overheden. Elke stedenbouwkundige vergunningsaanvraag voor een meergezinswoning, openbaar gebouw, industrie etc. moet de brandweer controleren op de brandveiligheid + toegangs- en evacuatiewegen.
De wet bepaalt dat de hulpdiensten acht soorten opdrachten gratis moeten uitvoeren:
- de bestrijding van branden en ontploffingen
- technische hulpverleningswerkzaamheden die nodig zijn om mensen te beschermen of te redden (hieronder zijn alle reddingswerkzaamheden te verstaan, ook te water)
- de bestrijding van rampen (overstroming, stormschade etc.)
- de coördinatie van hulpverleningsoperaties
- internationale opdrachten van civiele bescherming, behalve opdrachten die te maken hebben met de bestrijding van vervuiling
- drinkwaterbevoorrading aan de burger, bij een ernstig watertekort of een watertekort dat een omvangrijk gebied treft
- de bevolking waarschuwen bij gaslekken, ontploffingsgevaar etc.
- interventies naar aanleiding van een loos alarm

De brandweer komt dus tussen bij bijvoorbeeld:
- bevrijden van personen die bekneld zitten in een voertuig, machine, lift etc.
- vrijkomen van gevaarlijke stoffen.
- gaslekken
- evacueren van personen die medische bijstand nodig hebben en niet met de gewone middelen naar buiten kunnen worden gebracht door de ambulance.
- redden van personen uit hoogte of diepte.
- leegpompen van kelders door wateroverlast of waterlek "VOOR" de teller.
- redden van dier in nood
- vrijmaken van de openbare weg bij stormweer (omgewaaide bomen, takken, modder etc.)
- verwijderen van omgewaaide bomen of voorwerpen die dreigen te vallen en de openbare veiligheid bedreigen. Bomen die op privé eigendom vallen horen hier niet bij tenzij ze personen of woning bedreigen.

Interventies door de brandweer die door het retributiereglement van de gemeente kunnen worden gefactureerd kunnen bijvoorbeeld zijn:
- verdelgen van wespennest.
- vrijmaken van de openbare weg door ongeval of ladingverlies.
- verwijderen van olie, benzine of andere koolwaterstoffen op de openbare weg.
- tussenkomst bij afvalverbranding

### Beroepsbrandweer
Net zoals in Nederland zijn de beroepskorpsen in België vooral te vinden in grote steden. Vijf grote steden werken volledig op beroepspersoneel (Brussel, Gent, Antwerpen, Luik en Charleroi). Daarnaast zijn er al verschillende centrumsteden die ook al volledig (of grotendeels) op beroepspersoneel zijn overgeschakeld (Kortrijk, Leuven, Hasselt, Oostende, Brugge, Aalst e.a.).
In middelgrote steden en gemeenten werkt men dikwijls met een combinatie van beroeps en vrijwilligers. Daar kiest men het aantal beroepsmensen in functie van de noden. Kleine gemeenten hebben soms slechts enkele beroepsmensen die voornamelijk in staan voor het onderhoud van materiaal en kazerne. Grotere gemeenten verkiezen dikwijls om een vaste basisploeg beroepspersoneel te voorzien van bijvoorbeeld 9 m/v per shift. Extra bijstand komt dan van vrijwilligers die opgeroepen worden.
Beroepsmensen in België werken in een vergelijkbaar urensysteem als in Nederland. De dagtaak in de kazerne is ook dezelfde.

### Vrijwillige brandweer
In België zijn ongeveer 12.000 vrijwilligers bij de brandweer.
De vrijwilligers zijn oproepbaar van thuis of op het werk via een semafoon (pieper in de volksmond). De alarmering gaat via de kazerne als deze bemand is of automatisch via de alarmcentrale HC100/112. Bij de meeste korpsen werkt men met een wachtsysteem waarbij de vrijwilliger volgens een schema (meestal een week) van wacht is, vergelijkbaar met Nederland. In andere korpsen kiezen de vrijwilligers zelf wanneer zij zich beschikbaar stellen; een dergelijk systeem is natuurlijk gekoppeld aan minimumverplichtingen (bijvoorbeeld een gemiddelde jaarlijkse beschikbaarheid van 6 uur per dag).
In bepaalde korpsen doen de vrijwilligers ook wachtdiensten in de kazerne, net zoals het beroepspersoneel.
In België worden vrijwilligers altijd betaald voor hun prestaties, de vergoeding of de toepassing ervan kan wel verschillen van korps tot korps. In het kader van de brandweerhervorming zullen deze vergoedingen gestroomlijnd worden per hulpverleningszone.

### Opleiding
In België bestaat er een modulair systeem voor de brandweeropleidingen. Deze modules worden georganiseerd in de provinciale opleidingscentra voor hulpdiensten.
De diverse opleidingsmodules dragen de naam van de corresponderende hiërarchische graad. Men begint sowieso met de opleiding Brandweerman. Deze opleiding telt zo'n 300 lesuren en bestaat uit theorielessen en praktische oefeningen (zowel "droge" oefeningen als gecontroleerde oefeningen in een brandhuis).
Nadien kan men - indien gewenst en indien men aan de toelatingsvoorwaarden voldoet - deelnemen aan de modules Korporaal, Sergeant en Adjudant. In het ideale geval kan de adjudantscursus gestart worden 9 jaar na inschrijving voor de cursus Brandweerman: men moet immers over voldoende anciënniteit beschikken om te mogen participeren aan een vervolgopleiding.
Verder zijn er nog de officiersopleidingen: Officier, Crisissituatiebeheer, Technicus Brandvoorkoming en Dienstchef.
De opleidingen worden meestal op zaterdag georganiseerd, zodat vrijwillige brandweerlieden ook kunnen deelnemen.
Elke opleiding bestaat uit verschillende onderdelen, bijvoorbeeld brandbestrijding, technische hulpverlening, bevelvoering en gevaarlijke stoffen. Voor elk opleidingsonderdeel dient men te slagen voor het examen. Als de vereiste modules zijn gevolgd, krijgt men een brevet of diploma. De bijhorende graad krijgt men pas als er in het eigen korps een functie vacant is en na intern examen. Het is dus mogelijk dat iemand dienstdoet met de graad van korporaal, maar wel al over de brevetten sergeant en adjudant beschikt.
Naast de opleidingen in het opleidingscentrum is er onderricht in het eigen korps en een stageperiode van een jaar voor aspirant-brandweerlieden en onderluitenanten. Het provinciaal opleidingscentrum organiseert ook bijkomende specialisatiecursussen zoals binnenbrandbestrijding en ontzetting van beknelde personen. Dit omdat hier specifiek oefenmateriaal en infrastructuur voor nodig is waar korpsen zelf niet over beschikken.

## Bedrijfsbrandweer
Luchthavens en de grotere industrieën beschikken over een eigen bedrijfsbrandweer. Deze bedrijfsbrandweer kan een aangewezen brandweer zijn (de overheid heeft bepaald dat deze specifieke locatie een eigen brandweer nodig heeft) of het kan een wens zijn van de locatie. De bedrijfsbrandweer is opgeleid voor de specifieke taken in het bedrijf. Ze hebben een goede kennis van de locatie en specifieke gevaren op hun werkgebied. In Nederland zijn veel bedrijfsbrandweren min of meer geïntegreerd in de regionale veiligheidsregio's.
In het Rotterdamse Europoort gebied zijn veel bedrijven gevestigd die een bedrijfsbrandweer nodig hebben. Deze bedrijven hebben zich samen met de gemeente Rotterdam en het gemeentelijk havenbedrijf verenigd in het Openbaar Lichaam Gezamenlijke Brandweer. Daarnaast hebben bedrijven als Bruynzeel, Bavaria, Philips, Grolsch, MSD en diverse ziekenhuizen een eigen bedrijfsbrandweer.
Ook in de Haven van Antwerpen hebben enkele bedrijven een eigen bedrijfsbrandweer, zoals BASF en Borealis.
Een goed voorbeeld van een bedrijfsbrandweerkorps is de Werkfeuerwehr van het chemieconcern BASF in Duitsland. Zij zijn een autoriteit op het gebied van brandbestrijding in chemische installaties en passen hun expertise internationaal toe.